# Azione Sociale
Azione Sociale of Azione Sociale con Alessandra Mussolini (Nederlands: Sociale Actie [met Alessandra Mussolini]) is een Italiaanse politieke partij die in december 2003 als afsplitsing van de Alleanza Nazionale werd opgericht onder de naam Libertà di Azione ("Vrijheid van Actie"). De huidige naam, Azione Sociale, dateert van 2005.
Azione Sociale wordt geleid door Alessandra Mussolini, kleindochter van de Italiaanse dictator Benito Mussolini (1883-1945) en is een neofascistische en ultra-conservatieve partij. Bij de Europese verkiezingen van 2004 werd Alessandra Mussolini in het Europees Parlement gekozen. (Zij is niet aangesloten bij een politieke groepering in het Europees parlement.) In 2005 sloot Azione Sociale zich aan bij de extreemrechtse alliantie Alternativa Sociale.
Belangrijke programmapunten van AS zijn:
- Bescherming van het gezin en het leven;
- Bescherming van kinderen, strijd tegen kinderarbeid;
- Verdediging (sociale) rechten van de ouderen;
- Sociale zekerheid en
- Bescherming van de menselijke waardigheid.

Azione Sociale maakt niet officieel deel uit van het Huis van de Vrijheden, maar steunt deze alliantie wel.

## Partijkrant
- Azione ("Actie")